# Церковь Петра и Павла (Самара)
Церковь Петра и Павла ― православный храм Самарской епархии Московского патриархата. Построен в 1865 году. Расположен в Ленинском районе Самары. Объект культурного наследия России.

## История
Строительство храма началось феврале 1863 года. Единственным благотворителем, взявшим на себя все расходы по возведению, стал самарский купец Андрей Наумович Головачёв. Церковь была возведена за два строительных сезона и 26 сентября 1865 года она была освящена во имя апостолов Петра и Павла.
В 1866 году при храме была открыта церковно-приходская школа, рассчитанная на 60 мальчиков. В 1882―1884 гг. храм был перестроен на средства купца Василия Андреевича Головачёва, сына и наследника первого мецената, а также на средства других благотворителей. У храма появились боковые приделы, которые располагались возле колокольни и трапезной симметрично друг другу. Размеры приделов составляли 6 на 17 метров. Объём церкви остался без изменений.
3 июня 1884 года правый придел был освящён в честь благоверного князя Александра Невского. В нём был установлен аркообразный трехъярусный иконостас. В 1898―1899 гг. архитектор А. А. Щербачёв в два раза увеличил объём боковых приделов за счет пристроев. Интерьеры храма также были переделаны заново. Мастер И. В. Белоусов выполнил работы по обновлению иконостасов и росписи стен.
К началу XX века после реконструкции Петропавловская церковь из однопрестольной превратилась в трёхпрестольную, главным алтарём по-прежнему оставался Петропавловский. Правый был освящён в честь Александра Невского и левый ― в честь Казанской иконы Божией Матери.
В 1930-х года во время правительственной кампании по ликвидации культовых построек несколько раз ставился вопрос о закрытии Петропавловской церкви. Она была закрыта в 1939 году под предлогом «аварийного состояния», которое оказалось мифом. Здание использовали как военный склад, а затем отдали под конюшни. В 1946 году верующие добились открытия храма. Его настоятелем был назначен протоиерей Сергий Валовский (1886—1953), служивший в г. Куйбышев (Самара) с 1942 года и в 1946 году награждённый медалью «За доблестный труд в Великой Отечественной войне 1941—1945 гг.». Храм капитально отремонтировали, заново расписали внутри и оборудовали той утварью, что уцелела от других разрушенных храмов.
Протоиерей Николай Агафонов, клирик Петропавловского храма, отзывался о довоенных временах следующим образом:

«В послереволюционные годы Петропавловская Церковь осталась истинным оплотом православия среди обновленческого разгула. В то лихолетье, когда почти все храмы города были закрыты, а Кафедральная Покровская церковь была захвачена обновленцами, именно в Храме Петра и Павла была сохранена чистота веры и богослужения».
21 июня 1949 года храм посетил Патриарх Московский и всея Руси Алексий I.
В 1985 году храм посетил Митрополит Таллиннский Алексий (Ридигер). Во второй половине 1990-х гг. шатры храма были украшены покрытием «под золото», а обветшавшие иконы всех трёх иконостасов (работы конца 1940-х гг.) были заменены новыми.
В храме находится множество икон, в том числе старинных. Три иконы принадлежат кисти протоиерея Иоанна Фомичёва, настоятеля Петропавловского храма в 1950-х годах.
Ныне настоятелем храма является митрополит Самарский и Тольяттинский Сергий (занимает должность благочинного).

## Галерея

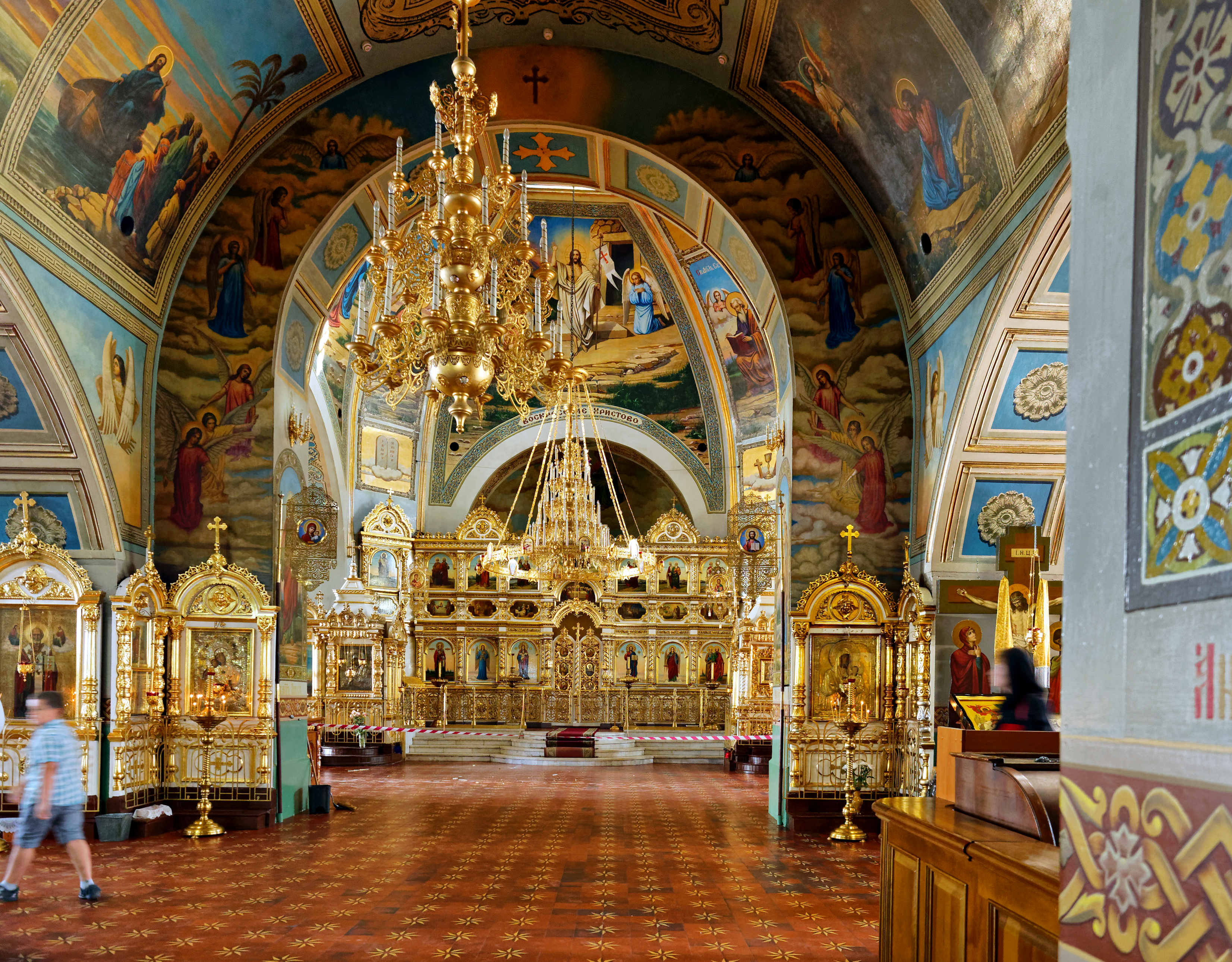
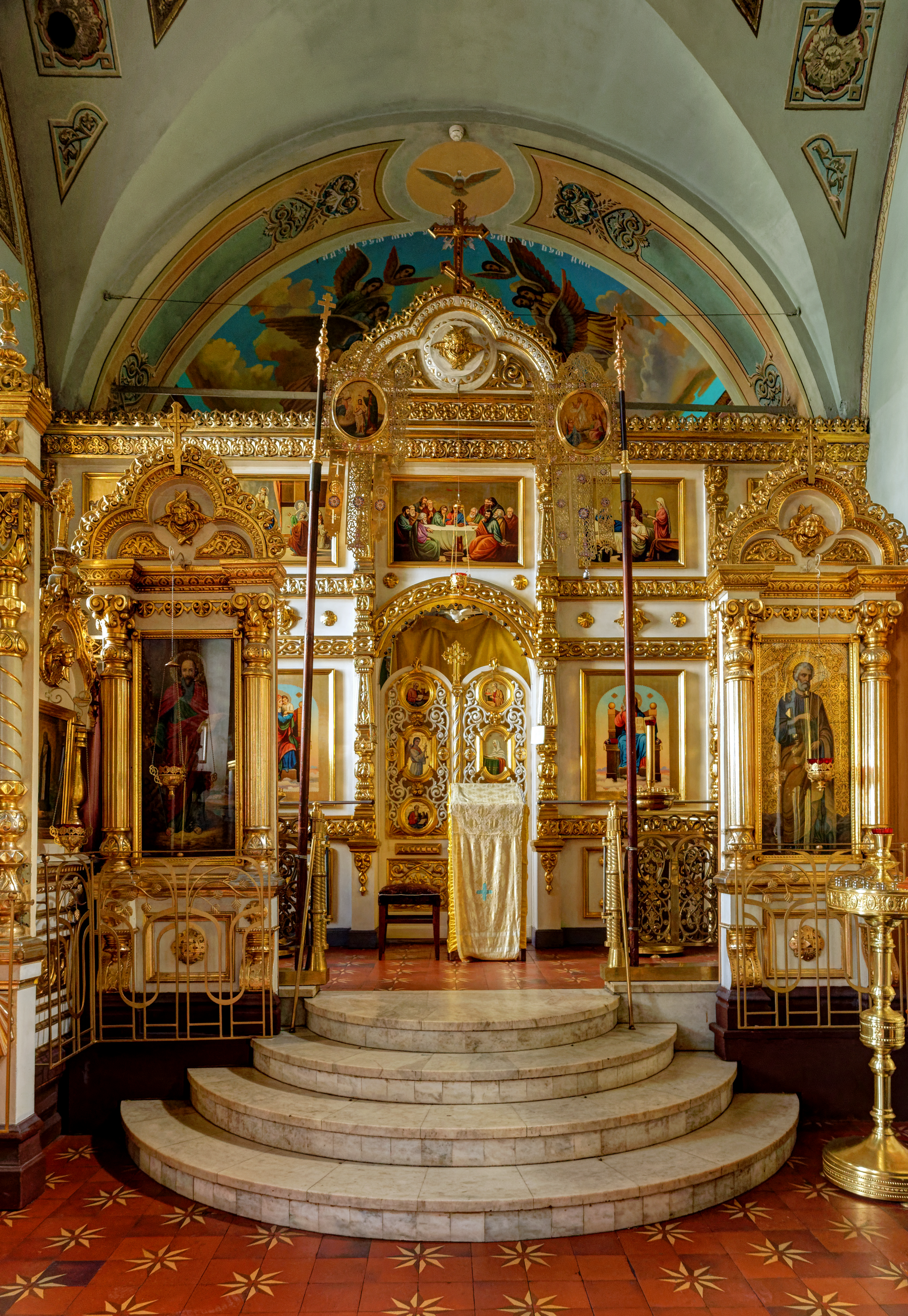
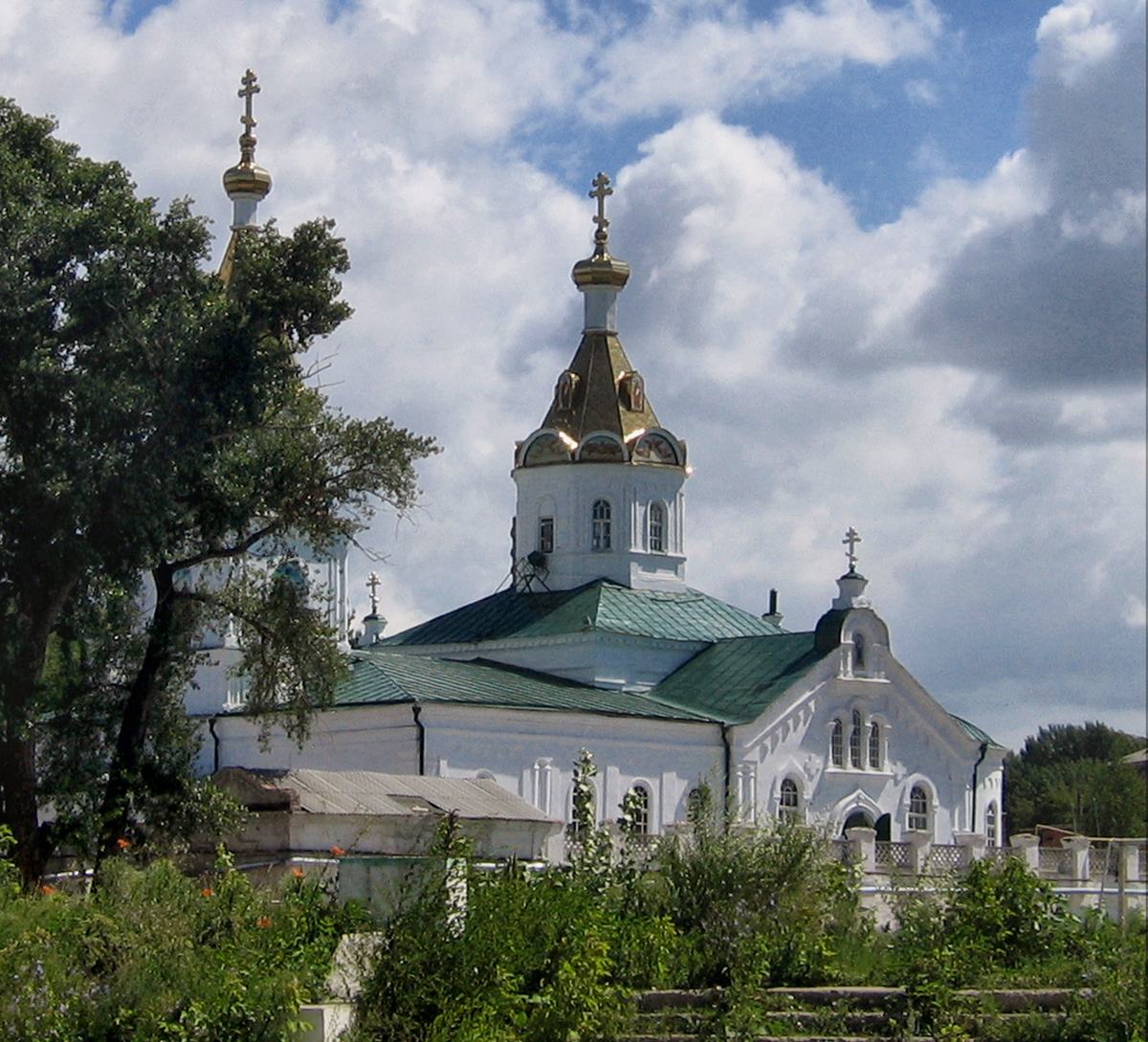

## Духовенство
- Настоятель храма — протоиерей Иван Андреев[6]